# Lociyo
Lociyo és un cràter sobre la superfície del planeta nan Ceres, situat amb el sistema de coordenades planetocèntriques a -4.4 ° de latitud nord i 231.04 ° de longitud est. Fa un diàmetre de 37.8 km. El nom va ser fet oficial per la UAI el 20 de juny del 2016 i fa referència a Lociyo, déu celebrat amb motiu de tallar la primera planta de xili de la cultura zapoteca.